# Liste des îles de Madagascar
Dans l'océan Indien, les îles environnant Madagascar sont d'une part les îles dépendant de la République de Madagascar, et d'autre part les autres îles autour de Madagascar, appartenant à la France, appelées les « Îles Éparses de l'océan Indien ». 

## Liste des îles

### Îles appartenant à Madagascar
Les îles malgaches officielles, dépendant de la République de Madagascar, sont les suivantes :
- La « Grande Île », île principale de Madagascar ;
- Nosy Be ;
- Île Sainte-Marie ;
- Nosy Lava ;
- Nosy Ve ;
- Nosy Satrana ;
- Nosy Fanihy ;
- Nosy Faly ;
- Nosy Mangabe ;
- Archipel des Radama ;
- Nosy Iranja ;
- Nosy Komba ;
- Nosy Antaly Kely.

### Îles Éparses, appartenant à la France
Les « Îles Éparses » sont elles aussi situées autour de Madagascar. Elles appartiennent à la France et forment un district des Terres australes et antarctiques françaises. 
Elles font cependant l'objet de discussions entre Madagascar et la France. Ce sont :
- Île Grande Glorieuse, ou Île Glorieuse, et l'archipel des Îles Glorieuses ;
- Bassas da India ;
- Île Europa ;
- Île Juan de Nova.